# ویرولاهتی
ویرولاهْتی (به فنلاندی: Virolahti) یک منطقهٔ مسکونی در فنلاند است که در کومن‌لاکسو واقع شده‌است.